# Helmut Reichelt
Helmut Reichelt, född 1939 i Borås, är en tysk ekonom och sociolog. Reichelts samhällsvetenskapliga rötter ligger i kritisk teori och han är en av de centrala författarna till Neue Marx-Lektüre (ungefär Den nya marxläsningen). Hans forskningsfält är marxisk värdeteori.

## Biografi
Helmut Reichelt tog sin studentexamen 1959 vid Alexander-von-Humboldt-Gymnasium i Konstanz. Han studerade först tre terminer vid universitetet i Freiburg im Breisgau och sedan fram till 1968 vid universitetet i Frankfurt, bland annat för Theodor Adorno, och tog en examen i sociologi. Ett långvarigt samarbete med Hans-Georg Backhaus inleddes under hans studentår.
Efter examen var Reichelt assistent till statsvetaren Iring Fetscher vid Institutet för socialforskning. 1970 doktorerade han för sitt arbete Zur logischen Struktur des Kapitalbegriffs bei Karl Marx (Om den logiska strukturen hos kapitalbegreppet hos Karl Marx). Reichelt blev professor vid universitetet i Frankfurt 1971. 1978 kallades han, på initiativ av Alfred Sohn-Rethel, till professuren för sociologisk teori vid universitetet i Bremen, där han undervisade fram till 2005. Lärostolen var inriktad på "vetenskaplig och social teori med särskild hänsyn till dialektiken i kritiken av den politiska ekonomin".